# زيتون تيمه (مقاطعة دهلران)
زيتون تيمه (بالفارسية: زیتون تیمه) هي مستوطنة تقع في قسم سيد ناصرالدين الريفي (مقاطعة دهلران) في إيران. يقدر عدد سكانها بـ 48 نسمة .